# Muciturbo reticulatus
Muciturbo reticulatus är en svampart som beskrevs av P.H.B. Talbot 1989. Muciturbo reticulatus ingår i släktet Muciturbo och familjen Pezizaceae.   Inga underarter finns listade i Catalogue of Life.